# Jeanne Scopelli
Jeanne Scopelli, née à Reggio d'Émilie en 1428 et morte le 9 juillet 1491 dans la même ville, est une religieuse italienne, fondatrice et première abbesse du monastère carmélite de Santa Maria del Popolo. Son culte en tant que bienheureuse a été approuvé par le pape Clément XIV en 1771. 
Au décès de ses parents, elle entre dans l'ordre du Carmel et fonde, dans sa ville de Reggio, le premier couvent carmélite en Italie. Ce couvent nommé Notre-Dame du peuple a fonctionné jusqu'en 1773. On rapporte d'elle plusieurs miracles. Elle commence à être vénérée un an après sa mort. Mais elle n'est officiellement béatifiée qu'en 1771. En 1803, sa relique est translatée dans la cathédrale de la ville.

## Biographie
Jeanne Scopelli (ou Giovanna Scopelli) est née à Reggio d'Émilie en 1428.
Peu  d'éléments sont connus sur les premières années de sa vie. La tradition rapporte que, très jeune, elle se sent attirée par la vie religieuse, mais sa famille s'oppose à son souhait. Jeanne obéit à la volonté familiale tout en vivant une vie pieuse et austère, imitant la vie des religieuses de son temps.
Après le décès de ses parents, elle pense faire construire un couvent malgré ses maigres moyens. Elle se met à la recherche d'un lieu pour ce projet. Une veuve lui propose sa propre maison, ainsi que ses deux filles qui souhaitent également entrer dans les ordres. De 1480 à 1484, ces femmes vivent ensemble dans ce monastère improvisé, prenant l'habit des Carmélites.
Avec le soutien de l'évêque du diocèse de Comacchio, Filippo Zoboli, elle obtient en 1485 l'église Saint-Bernard du prieur général des Humiliés ainsi que la maison attenante. L'église est rebaptisée Santa Maria del Popolo (Notre-Dame-du-peuple) et ce couvent sera communément appelé des Blanches (Le Bianche). L'ensemble est agrégé à la congrégation de Mantoue.
Jeanne exerce la mission d'abbesse dans cette communauté qui compte 20 membres.
Lorsque des personnalités viennent pour lui faire des cadeaux ou donations, elle les refuse, sauf si ceux-ci sont remis sans conditions ou contrepartie. On rapporte que par ses prières, elle aurait obtenu plusieurs miracles.
Âgée de 63 ans, elle meurt le 9 juillet 1491.

## Dévotion et spiritualité
Les biographes de Jeanne rapportent un charisme extraordinaire, ainsi qu'une profonde dévotion mariale. Ils indiquent également que Jeanne était animée par un esprit intense de pénitence. Elle a mis en place une prière particulière appelée la Camicia della Madonna (« la Chemise de la Vierge »). Cette prière consiste en la récitation de 15 000 Je vous salue Marie, avec tous les 100 prières le chant du Salve Regina. L'ensemble est conclu par sept Ave Maris Stella (ou sept O gloriosa Domina). Cette prière a été maintenue dans le couvent jusqu'en 1773.

## Influence
Jeanne Scopelli est une figure très importante du monachisme carmélite en Italie. Pionnière dans l'établissement de couvents de femmes dans l'ordre du Carmel en Italie, elle ne possède pas d'exemple sur lequel s'appuyer pour guider son action. Le mouvement féminin dans cet ordre est nouveau, y compris dans le reste de l'Europe. Abbesse et guide spirituelle de ce premier couvent, elle va établir les bases de ce qui sera dans les siècles suivant le charisme de ce « second » ordre carmélitain : la prière pour l'Église.

## Béatification et culte
L'année suivant son décès, son corps est exhumé, et elle commence à être vénérée comme une sainte.
En 1500 on rassemble des éléments sur sa vie, ses vertus et les miracles déclarés.
Ce n'est que dans les années 1767-1770 qu'a lieu le procès diocésain pour la reconnaissance du culte.
Le pape Clément XIV la béatifie le 24 août 1771.
Le monastère et l'église des Carmélites sont supprimés en 1797, et en 1803, le corps de la bienheureuse Jeanne est translaté à la cathédrale de la ville.
La mémoire de la bienheureuse est célébrée le 9 juillet, avec un rang de mémoire facultative.